# 34. korpus (Indija)
34. korpus (angleško XXXIV Corps) je bil indijski korpus britanske Indijske kopenske vojske, ki je bila ustanovljena v zadnjih mesecih druge svetovne vojne.

## Korpus
Korpus je bil ustanovljen marca 1945 zaradi približajoče se operacije Zipper, invazije na britansko Malajo. 
Ker se je Japonski imperij predal, predno se je pričela operacija, korpus med vojno ni doživel nobenega boja, a so ga uporabili za okupacijske naloge na Malaji.